# Marvel vs. Capcom 3: Fate of Two Worlds
| Mottagande               | Mottagande                 |
| Samlingsbetyg            | Samlingsbetyg              |
| Tjänst                   | Betyg                      |
| ------------------------ | -------------------------- |
| Gamerankings             | (X360) 85,99% (PS3) 85,50% |
| Metacritic               | (X360) 85/100 (PS3) 84/100 |
| Recensionsbetyg          |                            |
| Publikation              | Betyg                      |
| 1UP.com                  | A−                         |
| Allgame                  | [ 6 ]                      |
| Computer and Video Games | 7,9/10                     |
| Game Informer            | 9,25/10                    |
| Gamepro                  | [ 9 ]                      |
| Gamesmaster              | 90%                        |
| Gamespot                 | 8,5/10                     |
| Gamesradar               | 9/10                       |
| IGN                      | 8,5/10                     |
| TeamXbox                 | 9,2/10                     |

Marvel vs. Capcom 3: Fate of Two Worlds (マーヴル VS. カプコン 3 フェイト オブ トゥー ワールド Māvuru bāsasu Kapukon Surī: Feito obu Tū Wārudo?) är ett crossover-fightingspel utvecklat av Capcom. Det är den femte delen i Marvel vs. Capcom-serien, som ställer Capcoms egna spelfigurer mot de från serietidningsföretaget Marvel Comics. Spelet släpptes till Playstation 3 och Xbox 360, med utgivningsdatumen 15 februari 2011 i USA, 17 februari 2011 i Japan och Australien, och 18 februari 2011 i Europa. Det använder sig av tredimensionell grafik på en tvådimensionell stridsplan, liksom föregångaren Marvel vs. Capcom 2: New Age of Heroes.

## Karaktärer
I spelet finns det både återvändande och nya karaktärer för Marvel vs. Capcom-serien. Det finns sammanlagt 38 stycken spelbara karaktärer, 19 från Marvel och 19 från Capcom. Två av dem är nedladdningsbara, Shuma-Gorath och Jill Valentine. De återvändande karaktärerna har många tydliga förändringar, exempelvis kan Hulken nu utföra stadiga luftkombinationer och Iron Man kan skjuta sin protonkanon i en 45-gradig vinkel.
| Marvel          | Capcom            |
| --------------- | ----------------- |
| Captain America | Akuma             |
| Deadpool        | Albert Wesker     |
| Doctor Doom     | Amaterasu         |
| Dormammu        | Arthu             |
| Hulken          | Chris Redfield    |
| Iron Man        | Chun-Li           |
| Magneto         | Crimson Viper     |
| MODOK           | Dante             |
| Phoenix         | Felicia           |
| Sentinel        | Hsien-Ko          |
| She-Hulk        | Jill Valentine    |
| Shuma-Gorath    | Mike Haggar       |
| Spider-Man      | Morrigan Aensland |
| Storm           | Nathan Spencer    |
| Super-Skrull    | Ryu               |
| Taskmaster      | Trish             |
| Thor            | Tron Bonne        |
| Wolverine       | Viewtiful Joe     |
| X-23            | Zero              |

### Frånvarande karaktärer
Frånvarande karaktärer från spelet har hittills bekräftats av Ryota Niitsuma vara monstren Tyrant och Nemesis från Resident Evil-serien, på grund av oro över att deras medverkan skulle ändra spelets åldersmärkning, liksom de främsta medlemmarna av Marvels Fantastic Four, som uteslöts på företagets förslag. Frank West från Dead Rising var ursprungligen inkluderad i spelet, men togs bort sent i utvecklingen på grund av det extra arbetet som krävdes för hans speciella rörelser. Niitsuma planerade också att inkludera Silver Surfer, men arbetslaget kunde inte hitta ett sätt att integrera hans signatursurfbräda i spelmotorn. De övervägde att ha med honom utan brädan, men bestämde sig för att han skulle ha varit för lik Iceman. Mega Man uteslöts också till förmån för Zero att representera Mega Man-franchisen, eftersom Niitsuma tyckte att Zero hade mer variation i sina drag. Niitsuma uppgav att de ursprungliga karaktärerna från Marvel vs. Capcom 2, såsom Amingo och Ruby Heart, inte kommer att framträda.